# William Styron
William Clark Styron Jr. (Newport News, 1925. június 11. – Martha's Vineyard-sziget, 2006. november 1.) amerikai regényíró és esszéista, aki jelentős irodalmi díjakat nyert munkásságáért.

## Fiatalkora
A virginiai Newport News Hilton Village történelmi negyedében született Pauline Margaret (Abraham) és William Clark Styron fiaként; szülőhelye kevesebb mint száz mérföldre van Nat Turner rabszolgalázadásának helyszínétől, amely Styron leghíresebb és legvitatottabb regényének ihletője volt.
Styron édesanyja északi származású volt, míg édesapja déli liberális, ami a családban különféle faji szempontokat eredményezett. Apja, aki hajógyári mérnök volt, klinikai depresszióban szenvedett, amelyet később maga Styron is átélt. Styron 1939-ben, 14 éves korában elvesztette édesanyját, miután az évtizedekig tartó küzdelmet folytatott a mellrákkal.
Styron Warwick megyében járt állami iskolába, először a Hilton Schoolba, majd két évig a Morrison középiskolába (ma Warwick High School), amíg apja el nem küldte őt a Christchurch Schoolba, egy episzkopális főiskolára felkészítő iskolába Virginia Tidewater régiójában. Styron egyszer azt mondta, hogy "az összes iskola közül, ahová jártam... csak a Christchurch volt az, amelyik több volt, mint puszta tisztelet - vagyis az én igazi és tartós szeretetem.".
Érettségi után Styron beiratkozott a Davidson College-ba, és csatlakozott a Phi Delta Thetához. Tizennyolc éves korára olyan írókat olvasott, akik tartós hatással voltak saját munkásságára, különösen Thomas Wolfe-ot. Styron 1943-ban került a Duke Egyetemre az amerikai haditengerészet és tengerészgyalogság V-12-es programjának részeként, amelynek célja a tisztjelöltek gyorsabb felkészítése volt azáltal, hogy egyszerre vették fel őket az alapkiképzésre és az alapképzésre. Ott publikálta első szépirodalmi művét, egy William Faulkner által erősen befolyásolt novellát, egy diákmunkákat tartalmazó antológiában. 1944 és 1946 között számos novellát publikált az egyetemi irodalmi folyóiratban, a The Archive-ban. Bár Styron hadnagy lett az amerikai tengerészgyalogságnál, a japánok megadták magukat, mielőtt hajója elhagyta volna San Franciscót. A háború után visszatért nappali tagozatos tanulmányaihoz a Duke-on, és 1947-ben angol szakon szerezte meg a Bachelor of Arts (B.A.) diplomát.

## Pályafutása
A diploma megszerzése után Styron szerkesztői állást vállalt a New York-i McGraw-Hillnél. Később a Sophie's Choice (Sophie választása) egyik önéletrajzi részletében emlékezett vissza ennek a munkának a nyomorúságára. Miután provokálta munkaadóit, hogy rúgják ki, komolyan nekilátott első regénye megírásának. Három évvel később jelent meg a Lie Down in Darkness (Feküdj le a sötétben, 1951) című regénye, amely egy diszfunkcionális virginiai család története. A regény elsöprő kritikai elismerést kapott. A regényért megkapta a Római Díjat, amelyet a Római Amerikai Akadémia és az Amerikai Művészeti és Irodalmi Akadémia ítél oda.

### Katonai szolgálat
A koreai háború miatti behívása a hadseregbe megakadályozta, hogy azonnal átvegye a Római-díjat. Belépett a tengerészgyalogsághoz, de 1952-ben szemproblémák miatt leszerelték. Az észak-karolinai Camp Lejeune-ban szerzett tapasztalatait azonban a következő évben sorozatban megjelent The Long March című kisregényében dolgozta fel. Ezt 1958-ban feldolgozták a Playhouse 90 "The Long March" című epizódjához.

### Utazások Európában
Styron hosszabb időt töltött Európában. Párizsban barátságot kötött többek között Romain Gary, George Plimpton, Peter Matthiessen, James Baldwin, James Jones és Irwin Shaw írókkal. 1953-ban a csoport megalapította a Paris Review című folyóiratot, amely ünnepelt irodalmi folyóirat lett.
Az 1953-as év más szempontból is eseménydús volt Styron számára. Végre kihasználhatta a Római Díjat, és Olaszországba utazott, ahol összebarátkozott Truman Capote-val. A Római Amerikai Akadémián felújította ismeretségét egy fiatal baltimore-i költővel, Rose Burgunderrel, akivel előző ősszel mutatták be a Johns Hopkins Egyetemen. Rómában 1953 tavaszán összeházasodtak.
Styron ebben az időszakban szerzett tapasztalatainak egy része ihlette harmadik megjelent könyvét, a Set This House on Fire (1960) című regényt, amely az olaszországi Amalfi-parton élő amerikai értelmiségiekről szól. A regény vegyes kritikákat kapott az Egyesült Államokban, bár kiadója sikeresnek ítélte az eladásokat tekintve. Európában a francia nyelvű fordítása bestseller státuszt ért el, messze túlszárnyalva az amerikai kiadást.

## Nat Turner vita
Styron következő két regénye, amelyek 1967 és 1979 között jelentek meg, sok vitát váltott ki. A Set This House on Fire első igazán kemény kritikái által megsértett Styron a megjelenés utáni éveket a következő regénye, a történelmi Nathaniel "Nat" Turner, egy rabszolga, aki 1831-ben rabszolgalázadást vezetett, kitalált emlékiratainak kutatásával és megírásával töltötte.
Az 1960-as években Styron szemtanúja lett az Egyesült Államokban zajló lázadás egy másik időszakának, mivel a viharos évtized kellős közepén élt és írt, egy olyan időszakban, amelyet az ellenkultúra forradalma, a politikai harc, a polgári zavargások és a faji feszültségek emeltek ki. A közvélemény válasza erre a társadalmi felfordulásra dühös és heves volt: a harcvonalak kirajzolódtak. 1968-ban Styron aláírta az "Írók és szerkesztők háborús adótiltakozása" fogadalmat, amely a vietnámi háború elleni tiltakozásként megtagadta az adófizetést.
Ebben az ellenérzésektől terhes légkörben sokan bírálták Styron barátját, James Baldwint az 1962-ben megjelent Another Country című regényéért. A kritikák között volt a felháborodás amiatt, hogy egy fekete szerző egy fehér nőt választott főszereplőnek egy olyan történetben, amely egy fekete férfival való kapcsolatáról szól. Baldwin az Another Country által kiváltott kritikai vihart követően néhány hónapig Styron házigazdája volt. Ez idő alatt elolvasta Styron új regényének korai vázlatait, és megjósolta, hogy Styron könyvét még keményebb kritika fogja érni, mint az Another Country-t. "Billt mindkét oldalról elkapják" - mondta egy interjúalanyának közvetlenül a The Confessions of Nat Turner 1967-es megjelenése után.
Baldwin jóslata beigazolódott, és annak ellenére, hogy a kor vezető művészei, köztük Baldwin és Ralph Ellison nyilvánosan védelmükbe vették Styront, számos más fekete kritikus rasszista sztereotípiaként bírálta Turner ábrázolását. A történész és kritikus John Henrik Clarke szerkesztett egy polemikus antológiát, William Styron's Nat Turner: Ten Black Writers Respond, amelyet 1968-ban a Beacon Press adott ki. Különösen ellentmondásos volt az a passzus, amelyben Turner egy fehér nő megerőszakolásáról fantáziál. Több kritikus rámutatott, hogy ez a lincselés hagyományos déli indoklásának veszélyes továbbélése. Styron ír egy olyan helyzetről is, amikor Turner és egy másik rabszolgafiú homoszexuális találkozásra kerül sor, miközben egyedül vannak az erdőben. Az ellentmondások ellenére a regény átütő kritikai és pénzügyi sikert aratott, és 1968-ban elnyerte a Pulitzer-díjat szépirodalomért, 1970-ben pedig a William Dean Howells-érmet.

## Sophie választása
Következő regénye, a Sophie's Choice (1979) szintén jelentős vitákat váltott ki, részben Styron döntése miatt, hogy a nácizmus nem zsidó áldozatát ábrázolja, részben pedig az explicit szexualitás és a trágárság miatt. Betiltották Dél-Afrikában, cenzúrázták a Szovjetunióban, és betiltották Lengyelországban "a lengyel antiszemitizmus kíméletlen ábrázolása miatt." Az Egyesült Államok egyes középiskoláiban is betiltották.
A regény Sophie (egy lengyel római katolikus, aki túlélte Auschwitzot), Nathan (zseniális zsidó szeretője, aki paranoid skizofréniában szenved) és Stingo (egy déli áttelepült a második világháború utáni Brooklynban, aki szerelmes Sophie-ba) történetét meséli el. A regény 1980-ban elnyerte a National Book Awardot, és országos bestseller lett. Az 1982-es filmváltozatot öt Oscar-díjra jelölték, Meryl Streep pedig elnyerte a legjobb színésznőnek járó Oscar-díjat Sophie megformálásáért. Kevin Kline és Peter MacNicol játszotta Nathant, illetve Stingót.

## Darkness Visible
Styron olvasnivalói 1990-ben a Darkness Visible megjelenésével bővült. Ez a memoár, amely egy magazincikknek indult, a szerző depresszióba süllyedésének és a "kétségbeesésen túli kétségbeesés" majdnem végzetes éjszakájának krónikája. Első kézből számol be egy súlyos depressziós epizódról, és megkérdőjelezi az ilyen problémák elismerésének modern tabuját. A memoár céljai között szerepelt a súlyos depressziós zavarokkal és az öngyilkossággal kapcsolatos ismeretek bővítése és a megbélyegzés csökkentése. Feltárta a betegség fenomenológiáját a depresszióban szenvedők, szeretteik és a nagyközönség körében is. Korábban, 1989 decemberében Styron írt egy véleménycikket a The New York Times számára, amelyben a tudósok csalódottságára és misztikumára reagált Primo Levi, a náci haláltáborokat túlélő, de utolsó éveiben nyilvánvalóan depresszióban szenvedő figyelemre méltó olasz író nyilvánvaló öngyilkossága kapcsán. Állítólag a közvéleménynek a Levi halálára adott közömbös reakciója volt az, ami arra késztette Styront, hogy aktívabb szerepet vállaljon a közvélemény felvilágosításában a depresszió természetéről, valamint a mentális egészségben és az öngyilkosságban játszott szerepéről. Styron a Vanity Fairnek írt cikkében megjegyezte, hogy "a súlyos depresszió fájdalma elképzelhetetlen azok számára, akik még nem szenvedtek tőle, és sok esetben megöl, mert a kínokat nem lehet tovább elviselni. Sok öngyilkosság megelőzése mindaddig akadályozva lesz, amíg nem lesz általános tudatosság ennek a fájdalomnak a természetéről. Az idő gyógyulási folyamata révén – és sok esetben orvosi beavatkozás vagy kórházi kezelés révén – a legtöbb ember túléli a depressziót, ami talán az egyetlen áldása; de a tragikus légióhoz, akik kénytelenek elpusztítani magukat, nem szabadna több szemrehányást fűzni, mint a halálos rák áldozataihoz.".

## Későbbi munkássága és elismerése

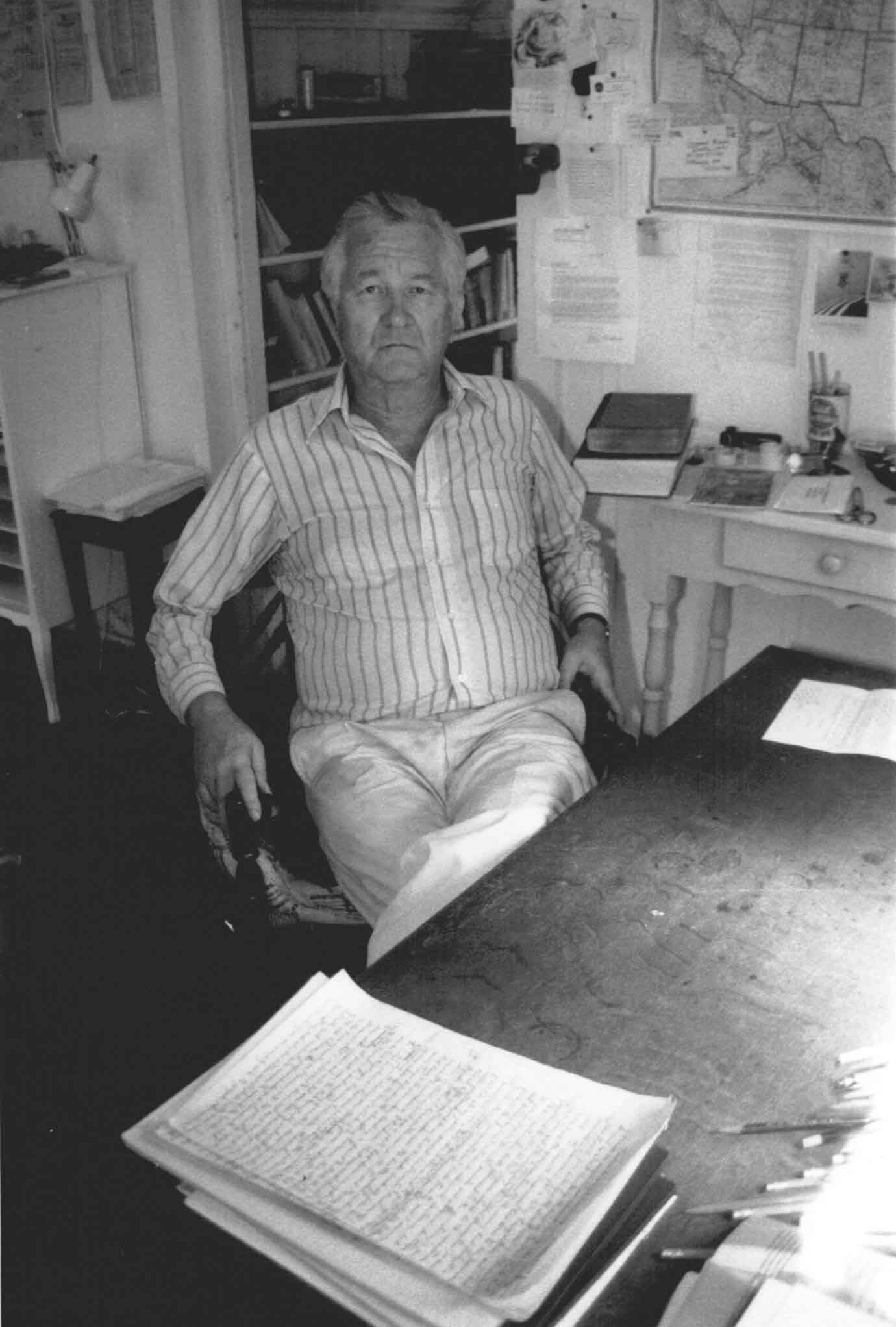
Styron 1989-ben

Styron elnyerte a Saint Louis-i Egyetem Könyvtári Társaságának St. Louis-i Irodalmi Díját.
Styron 1985-ben elnyerte a Prix mondial Cino Del Duca díjat.
"Shadrach" című novelláját 1998-ban azonos címmel megfilmesítették. A film társrendezője lánya, Susanna Styron volt.
További, még életében megjelent művei közé tartozik az In the Clap Shack (1973) című színdarabja, valamint a This Quiet Dust (1982) című tényirodalmi gyűjteménye.
François Mitterrand francia elnök meghívta Styront első elnöki beiktatására, majd később a Becsületrend parancsnokává avatta. 1993-ban Styron megkapta a Nemzeti Művészeti Érdemrendet.
2002-ben a londoni Covent Gardenben, a Királyi Operaházban bemutatták Nicholas Maw Sophie's Choice alapján készült operáját. Maw írta a librettót és komponálta a zenét. Megkereste Styront, hogy írja meg a librettót, de Styron elutasította. Később az opera Markus Bothe rendezésében új rendezést kapott a berlini Deutsche Oper Berlinben és a bécsi Volksoperben, majd 2006 októberében a Washingtoni Nemzeti Operában volt az észak-amerikai premierje.
Styron iratainak és feljegyzéseinek gyűjteménye a Duke Egyetem Rubenstein Könyvtárában található.
1996-ban William Styron megkapta az 1st Fitzgerald-díjat F. Scott Fitzgerald születésének századik évfordulóján. Az F. Scott Fitzgerald Award for Achievement in American Literature díjat évente adják át Rockville Marylandben, a városban, ahol Fitzgerald, felesége és lánya van eltemetve, az F. Scott Fitzgerald Irodalmi Fesztivál keretében. 1988-ban megkapta az Edward MacDowell-érmet.
Alapító tagja volt a Déli Írók Közösségének.

### Port Warwick-i utcanevek
A Virginia állambeli Newport News Port Warwick városrészét Styron Lie Down in Darkness című regényének fiktív városáról nevezték el. A városrész "vegyes használatú új urbanisztikai fejlesztésként" írja le magát. Port Warwick legjelentősebb jellegzetessége a William Styron tér, valamint két fő sugárútja, a Loftis Boulevard és a Nat Turner Boulevard, amelyeket Styron regényeinek szereplőiről neveztek el. Maga Styron kapott megbízást Port Warwick elnevezési rendszerének megtervezésére, és úgy döntött, hogy "a nagy amerikai írók előtt tiszteleg", aminek eredményeképpen többek között a Philip Roth street, a Thomas Wolfe street, a Flannery O'Connor street és a Herman Melville avenue született meg.

## Magánélete és halála
1985-ben szenvedett először komoly depresszióban. Miután felépült a betegségéből, megírhatta a Darkness Visible (1990) című memoárját, azt a művet, amelyről élete utolsó két évtizedében a legismertebb lett.
Miközben a római Amerikai Akadémián ösztöndíjasként dolgozott, Styron felújította futó ismeretségét a fiatal baltimore-i költővel, Rose Burgunderrel. Rómában 1953 tavaszán összeházasodtak. Együtt négy gyermekük született: Susanna Styron lánya filmrendező; Paola lánya nemzetközileg elismert modern táncosnő; Alexandra lánya írónő, aki a 2001-ben megjelent All The Finest Girls című regényéről és a 2011-ben megjelent Reading My Father: A Memoir című emlékiratáról ismert; fia, Thomas a Yale Egyetem klinikai pszichológia professzora.
Styron 2006. november 1-jén, 81 éves korában tüdőgyulladásban halt meg Martha's Vineyardon. A massachusettsi Dukes megyei Vineyard Havenben, a West Chop temetőben temették el.

## Könyvei
Az alábbi lista Styron könyveinek első amerikai kiadásait tartalmazza:
- Lie Down in Darkness Indianapolis: Bobbs-Merrill, 1951
- The Long March New York: Random House, 1956
- Set This House on Fire New York: Random House, 1960
- The Confessions of Nat Turner New York: Random House, 1967
- In the Clap Shack New York: Random House, 1973
- Sophie's Choice New York: Random House, 1979
- Shadrach Los Angeles: Sylvester & Orphanos, 1979
- This Quiet Dust and Other Writings New York: Random House, 1982. Expanded edition, New York: Vintage, 1993
- Darkness Visible: A Memoir of Madness New York: Random House, 1990
- A Tidewater Morning: Three Tales from Youth New York: Random House, 1993
- Inheritance of Night: Early Drafts of Lie Down in Darkness Preface by William Styron. Ed. James L. W. West III. Durham and London: Duke University Press, 1993
- Havanas in Camelot: Personal Essays New York: Random House, 2008
- The Suicide Run: Fives Tales of the Marine Corps New York: Random House, 2009
- Selected Letters of William Styron Edited by Rose Styron, with R. Blakeslee Gilpin. New York: Random House, 2012
- My Generation: Collected Nonfiction Edited by James L.W. I West III. New York: Random House, 2015

### Magyarul
- Házam lángra gyullad; ford. Bartos Tibor, utószó Hermann István; Európa, Budapest, 1966 (5 világrész könyvei)
- Nat Turner vallomásai. Történelmi regény (The Confessions of Nat Turner) – Európa, Budapest, 1969 · ISBN 9630734001 · Fordította: Göncz Árpád
- Házam lángra gyullad (Set This House on Fire) – Európa, 1982 · 2. átdolg. kiad. · ISBN 9630719878 · Fordította: Bartos Tibor · Illusztrálta: Sipos László
- Nat Turner vallomásai. Regény; ford. Göncz Árpád, utószó Sükösd Mihály; Európa, Budapest, 1984 (A világirodalom remekei)
- Látható sötétség (Darkness Visible) – Európa, 1993 · ISBN 9630755254 · Fordította: Kiss Zsuzsa
- Sophie választ. Regény; ford. Bartos Tibor; Árkádia, Budapest, 1985
- Virginia, reggel. Három történet az ifjúságról (A Tidewater morning) – Európa, 1994 · ISBN 9630759330 · Fordította: Bartos Tibor
- Feküdj le sötétben (Lie Down in Darkness) – Európa, Budapest, 2010 · ISBN 9789630787048 · Fordította: Göncz Árpád
- A nagy menetelés (The Long March) – Európa, 2010 ISBN 9789630787659 · Fordította: Dely István
- Látható sötét. Emlékirat az őrületről; ford. N. Kiss Zsuzsa; Park, Budapest, 2019

## Fordítás
- Ez a szócikk részben vagy egészben  a   William Styron című angol Wikipédia-szócikk fordításán alapul.  Az eredeti cikk szerkesztőit annak laptörténete sorolja fel. Ez a jelzés csupán a megfogalmazás eredetét és a szerzői jogokat jelzi, nem szolgál a cikkben szereplő információk forrásmegjelöléseként.